# 승엽
승엽(본명: 이승엽, 한자:李承燁, 1994년 10월 23일 ~)은 대한민국의 가수이자 배우로, 대한민국의 보이 그룹 에이젝스의 멤버였다.

## 학력
- 서울공연예술고등학교 (졸업)

## 생애
아역 배우 출신이며, 2006년 SBS 드라마 《사랑과 야망》에서 극중 이훈(태수 역)과 추상미(정자 역)의 큰 아들인 '훈이' 역으로 출연해서 10대 초반의 훈이를 연기했다.
《사랑과 야망》외 다수의 드라마와 시트콤에 조연으로 출연했으며, 뮤지컬 《사운드 오브 뮤직》에도 출연 했다. 그리고, 학생복 브랜드인 '스마트'의 교복모델 활동 등의 경력을 갖고 있다.

## 출연

### 드라마
| 연도 | 방송사        | 제목                     | 역할 | 비고     |
| ---- | ------------- | ------------------------ | ---- | -------- |
| 2006 | SBS           | 《사랑과 야망》          | 훈이 |          |
| 2013 | MBC QueeN     | 《네일샵 파리스》        | 현우 |          |
| 2013 | tvN           | 《환상거탑》             | 승엽 |          |
| 2014 | 네이버 TV     | 《뱀파이어의 꽃》        | 백한 | 웹드라마 |
| 2016 | 네이버 TV     | 《헬로우 버스킹》        | 승엽 | 웹드라마 |
| 2018 | OnDemandKorea | 《PAPARAZZI GIRLFRIEND》 | 승엽 | 웹드라마 |